# Över näktergalens golv
Över näktergalens golv är den första boken i serien Sagan om klanen Otori. Bokserien är skriven av Gillian Rubinstein under hennes pseudonym Lian Hearn och är utgiven på svenska av Bonnier Carlsen år 2003. Boken var till en början planerad att bli en trilogi tillsammans med På kudde av gräs och Under lysande måne, men även en fjärde och en femte bok kommit ut; Vid hägerns skarpa skri och prequelen Och himlens vida väv.

## Handling
Boken handlar om den unge Tomasu som lever med sin mamma, styvfar och halvsyskon som en av "De gömda" i bergsbyn Mino i ett fiktivt land som påminner om det medeltida feodalsamhället i Japan. De gömda är en fridfull sekt som i hemlighet utövar en förbjuden religion.
En dag förstörs dock friden i byn då krigsherren Iida Sadamu och hans män, i ett försök att utrota De gömda och deras förbjudna religion, anfaller byn och obarmhärtigt mördar alla invånare. Tomasu lyckas med nöd och näppe undkomma den illvillige krigsherren, och flyr för sitt liv in i skogen. Tomasu springer på en maskerad man, som räddar honom undan Iidas soldater, och som tar med Tomasu till sitt eget land. Det visar sig att Tomasus räddare är klanledaren Otori Shigeru, en mäktig och godhjärtad man vars klan står i konflikt med Iidas. Shigeru tar hand om pojken han hjälpt fly undan sin fiendes klor, och ett starkt band skapas genast mellan de båda. 
Tomasu får namnet Takeo och adopteras av Otori Shigeru. Han uppfostras och blir lärd att skriva och slåss av Shigerus två gamla lärare, Otori Ichiro och Muto Kenji. Den sistnämnde tillhör egentligen en mystisk familjeklan kallad "Släktet", vars medlemmar har övernaturliga förmågor. Han planerar att ta med Takeo till Släktets by så fort Iida Sadamu är död, eftersom Takeos riktige far också tillhörde Släktet, och de har för avsikt att ta vara på de med övernaturliga krafter som föds inom denna familj.
Borta i väst lever samtidigt den unga kvinnan Shirakawa Kaede som gisslan i Noguchiklanens borg. Kaede anses vara den vackraste kvinnan i världen, men att en förbannelse vilar över henne som orsakar död för varje man som åtrår henne. Shigerus farbröder, som gärna vill se honom död för att själva kunna ta makten över landet han regerar över, planerar tillsammans med Iida ett giftermål mellan Kaede och Shigeru för att locka Shigeru till en säker död.  
Takeo får reda på att hans far varit en mördare inom Släktet och att han hade speciella krafter. Takeo upptäcker sina egna övernaturliga förmågor, så som ovanligt bra hörsel, kunna dela sig själv i två jag - en verklig och en illusion, osynlighet, och förmågan att kunna söva andra med sin blick. Dessa förmågor kommer väl till pass när upprepade mordförsök görs mot hans adoptivfar, för Takeo gör allt han kan för att rädda honom undan alla de fiender som vill se honom död. När Otori Shigeru accepterar erbjudandet om giftermålet mellan honom Kaede, trots att han i hemlighet älskar den kvinnliga klanledaren fru Maruyama, beger sig han och Takeo av för att träffa Shirakawa Kaede.
Kaede reser, tillsammans med sin tjänsteflicka Shizuka, för att möta upp sin blivande man halvvägs. När hon får se Otori Takeo för första gången blir hon gränslöst förälskad i honom i stället för Shigeru, och Takeo faller lika handlöst för henne. Shigeru, Kaede och Takeo, tillsammans med deras tjänstefolk, reser till Iida Sadamus borg där Kaede ska ingå sitt giftermål med Shigeru. När de kommer dit blir Shigeru tillfångatagen och upphängd i bara handlederna på borgens yttervägg och Iida, förtrollad av hennes skönhet, begär att Kaede ska gifta sig med honom. Kaede dödar Iida när han försöker våldta henne. Efteråt kommer Takeo in, som själv tänkt döda Iida för att hämnas sin adoptivfar, och han och Kaede kommer överens om att få det att framstå som att det var Takeo som dödade Iida för att skydda Kaede. Kaede och Takeo berättar för varandra om sina känslor och, efter att ha idkat samlag i tron om att de snart skulle dö själva, flyr från borgen. 
De flyr till templet i Terayama, och en morgon blir Takeo hämtad av Släktet, som det visar sig att även Shirakawa Kaedes tjänsteflicka Shizuka tillhör, för att bli upplärd av dem.